# Долнє Імполє
Долнє Імполє (словен. Dolnje Impolje) — поселення в общині Севниця, Споднєпосавський регіон, Словенія. Висота над рівнем моря: 358,4 м.